# 大日本帝国憲法第24条
大日本帝国憲法第24条（だいにほん/だいにっぽん ていこくけんぽう だい24じょう）は、大日本帝国憲法の第二章にある。

## 現代風の表記
日本臣民は、法律に定めた裁判官の裁判を受ける権利を奪われることはない。